# Charterbescheinigung
Die Charterbescheinigung ermöglicht es seit dem 1. Mai 2000 Sportboottouristen, auf bestimmten Binnengewässern der Bundesrepublik Deutschland ein gechartertes Sportboot auch ohne Sportbootführerschein zu führen. Diese Ausnahme von der allgemeinen Bootsführerscheinpflicht ist in § 9 der Binnenschifffahrt-Sportbootvermietungsverordnung (BinSch-SportbootVermV) festgelegt. Die Rechtsverordnung legt auch fest, welche Binnengewässer mit der Charterbescheinigung befahren werden dürfen. Neben allgemeinen Beschränkungen wie Fahrverbot bei Nacht gelten für einige Gewässer besondere Sicherheitsvorschriften, beispielsweise Schwimmwestenzwang und ein Fahrverbot ab Windstärke 4.
Im Sprachgebrauch hat sich für die Charterbescheinigung, auch bei Behörden, die Bezeichnung Charterschein etabliert. Es handelt sich bei der Charterbescheinigung jedoch nicht um einen Führerschein.
Die Charterbescheinigung darf nur für gemietete Sportboote mit einer bestehenden Haftpflichtversicherung und weniger als 15 Metern Länge ausgestellt werden. Aussteller ist der Bootsvermieter, der selbst Inhaber des Sportbootführerscheins sein und besondere Kenntnisse des Fahrgebiets haben muss. Er stellt die Bescheinigung aus, nachdem er den künftigen Urlaubsskipper mindestens drei Stunden in die Bootsführung eingewiesen hat. Die Bescheinigung gilt nur für das in ihr bezeichnete Binnengewässer und nur für die jeweilige Charter(miet)zeit.